# Salamíjja
Salamíjja (arabsky سلمية‎) je město ve střední Sýrii. Žije zde přibližně 111 tisíc obyvatel. Leží v Guvernorátu Hamá 33 kilometrů jihovýchodně od města Hamá a 45 kilometrů severovýchodně od města Homs na úrodné planině na okraji Syrské pouště v nadmořské výšce asi 475 m n. m. Většinu obyvatel města tvoří muslimové z odnože ší'itského islámu ismá'ílíja, je zde ale také početná menšina alavitů.
Město je někdy přezdíváno „Matka Káhiry“, protože se zde narodil chalíf, který později Káhiru v Egyptě založil. Město má velmi bohatou historii sahající nejméně do období Byzantské říše. Dominantním etnikem zde jsou Arabové. V regionu, kde město leží, převažuje podnebí klasifikované jako studené semiaridní. 
Město bylo dne 5. prosince 2024 po její rozsáhlé ofenzívě dobyto Syrskou opozicí. V roce 2025 média informovala o dlouhodobě špatných životních podmínkách ve městě.